# 1883 en littérature
| Années de la littérature : 1880 - 1881 - 1882 - 1883 - 1884 - 1885 - 1886    |
| Décennies de la littérature : 1850 - 1860 - 1870 - 1880 - 1890 - 1900 - 1910 |

Cet article présente les faits marquants de l'année 1883 en littérature.

## Essais
- Mai : publication de la première partie du poème philosophique Ainsi parlait Zarathoustra du philosophe allemand Friedrich Nietzsche ; la seconde paraît en septembre 1883 la troisième en avril 1884, la quatrième en avril 1885[1].
- Emmanuel Guillaume-Rey, Les Colonies franques de Syrie, impr. Alphonse Picard, Paris
- The Expansion of England (en), de l’historien sir John Seeley.
- L'écrivain français Joris-Karl Huysmans écrit L'art moderne.

- Ernst Mach, La mécanique. Exposé historique et critique de son développement
- Essais de psychologie contemporaine, de Paul Bourget.
- Recherches sur la méthode dans les sciences sociales et en économie politique en particulier de Carl Menger.

## Romans
- 2 mars : Émile Zola, Au Bonheur des Dames[2]
- 15 novembre : Jules Verne, Kéraban-le-Têtu.

- Robert Louis Stevenson, L'Île au trésor.
- Theodor Fontane, Schach von Wuthenow.
- Émile Erckmann et Alexandre Chatrian, Histoire d'un conscrit de 1813.
- Guy de Maupassant, Une vie.
- Léo Taxil et Jean Vindex : Marat ou les Héros de la Révolution.
- Carlo Collodi Le avventure di Pinocchio. Storia di un burattino (Les Aventures de Pinocchio. Histoire d'un pantin).

## Nouvelles
- Nouvelles parues en 1883
- Guy de Maupassant, Clair de lune et les Contes de la bécasse (recueils de nouvelles), Un duel (nouvelle).
- Talbot Baines Reed, The Adventures of a Three Guinea Watch.

## Poésie
- Feux du soir de Athanase Fet.

## Principales naissances
- 27 mars : Charles Calais, poète français († 8 février 1914).
- 6 janvier : Khalil Gibran, écrivain libanais († 10 avril 1931).
- 3 juillet : Franz Kafka, écrivain tchèque de langue allemande († 3 juin 1924).

## Principaux décès
- 7 mars : Louis Veuillot, journaliste catholique français (° 11 octobre 1913).
- 28 octobre : Karl Marx, philosophe politique, économiste et révolutionnaire allemand, cofondateur avec Friedrich Engels du socialisme scientifique (° 5 mai 1818).